# انگوری رایس
انگوری رایس (انگلیسی: Angourie Rice؛ زادهٔ ۱ ژانویهٔ ۲۰۰۱) یک هنرپیشه اهل استرالیا است وی شهرت خود را با ایفای نقش در مرد عنکبوتی به‌دست‌آورد.

## زندگی‌نامه
انگوری رایس در ۱ ژانویه ۲۰۰۱ در سیدنی به دنیا آمد. نام او برگرفته شده از نام شهری در نیو ساوت ولز، که مادربزرگش در آنجا زندگی می‌کرد، است. پدر او، جرمی رایس، کارگردان و مادرش، کیت رایس، نویسنده استرالیایی است. او به همراه پدر و مادرش در ملبورن زندگی می‌کرد. وی همچنین به مدت پنج سال در پرث و یک سال در مونیخ زندگی کرده است.

## حرفه
رایس بازیگری را از سال ۲۰۱۳ و با بازی در فیلم پسارستاخیز این ساعت‌های پایانی به کارگردانی زک هایلدچ محصول کشور استرالیا آغاز کرد. این فیلم به‌طور کلی واکنش‌های مثبتی از سوی منتقدان دریافت کرد و برای رقابت در جشنواره فیلم کن ۲۰۱۴ برگزیده شد. داستان آن دربارهٔ مرد جوانی به نام جیمز با بازی ناتان فیلیپس است که در آخرین روز و آخرین ساعت‌های عمر زمین سرگردان است و نمی‌داند چه کار بکند که در راهش با دختر بچه‌ای به نام رز با بازی رایس آشنا می‌شود که به دنبال پدرش است، حال جیمز که با یک مسولیت غیرمنتظره مواجه شده، تصمیم می‌گیرد به رز کمک کند. بعد از این فیلم، رایس به عنوان صداپیشه در انیمیشین قدم زدن با دایناسورها ظاهر شد، این انیمیشن که محصول مشترک آمریکا، انگلستان و استرالیا است دربارهٔ دایناسوری کوچک است که میان پاکی‌رینوسورها از تخم بیرون می‌آید و برای رقابت با خواهر و برادرش، باید از هوشش بهره بگیرد. از دیگر صداپیشگان این انیمیشن، می‌توان به چارلی رو، کارل اربن، جان لگویزمائو، جاستین لانگ، تیا سیرکار و مری ماوسر اشاره کرد.
پس از آن رایس، دو سال را بدون فعالیت گذراند، تا اینکه در سال ۲۰۱۶ با بازی در فیلم مردان خوب به فعالیت خود ادامه داد. او در این فیلم، با راسل کرو و رایان گاسلینگ همبازی بود. این فیلم پیش از آنکه توسط برادران وارنر منتشر شود، در جشنواره فیلم کن ۲۰۱۶ به نمایش درآمد و با تحسین منتقدان همراه بود.
رایس در سال ۲۰۱۷ در سه فیلم موفق جاسپر جونز، فریب‌خورده و مرد عنکبوتی: بازگشت به خانه ظاهر شد. فیلم فریب خورده در جشنواره فیلم کن ۲۰۱۷ اکران شد و توانست جایزه بهترین کارگردان جشنواره کن را به‌دست‌آورد. از پروژه‌های رایس در ۲۰۱۸ می‌توان به هر روز و زنان سیاهپوش اشاره کرد. داستان فیلم هر روز که اقتباسی از رمانی به همین نام نوشته دیوید لویتان دربارهٔ دختر جوانی با بازی انگوری رایس است که عاشق موجود عجیب و غریبی می‌شود؛ موجودی که هر صبح در بدن متفاوتی از خواب بیدار می‌شود. داستان فیلم زنان سیاهپوش نیز در تابستان ۱۹۵۹ اتفاق می‌افتد و در شهر سیدنی، استرالیا جریان دارد. داستان این فیلم که در پس‌زمینه بیداری فرهنگی استرالیا، تفتیک طبقات اجتماعی و آزادی زنان اتفاق می‌افتد، دربارهٔ یک دختر نوجوان به نام لیزا با بازی رایس را روایت می‌کند که منتظر نتایج امتحانات سال آخر دبیرستان است و آرزو دارد تا وارد دانشگاه سیدنی شود. در حین اینکه او مشغول نتایج است، در یک فروشگاه بزرگ و در کنار گروهی از فروشندگان زن مشغول به کار می‌شود. جایی که چشمان لیزا به سمت دنیایی فراتر از وجود او باز می‌شود. این فیلم اقتباسی از رمانی به همین نام نوشته مادلین سنت جان است.
رایس در سال ۲۰۱۹، در فیلم مرد عنکبوتی: دور از خانه بار دیگر در نقش بتی برانت ظاهر شد و حضور پررنگتری نسبت به قسمت قبل این فیلم داشت. همچنین وی در یک قسمت از مجموعه آینه سیاه حضور یافت.

## فیلم‌شناسی

### سینمایی
| سال  | فیلم                               | نقش         | یادداشت | منبع |
| ---- | ---------------------------------- | ----------- | ------- | ---- |
| ۲۰۱۳ | این ساعت‌های پایانی                 | رز          |         |      |
| ۲۰۱۳ | قدم زدن با دایناسورها              | جید         | صداپیشه |      |
| ۲۰۱۶ | مردان خوب                          | هالی مارچ   |         |      |
| ۲۰۱۷ | جاسپر جونز                         | الیزا       |         |      |
| ۲۰۱۷ | فریب خورده                         | جین         |         |      |
| ۲۰۱۷ | مرد عنکبوتی: بازگشت به خانه        | بتی برانت   |         |      |
| ۲۰۱۸ | هر روز                             | ریانون      |         |      |
| ۲۰۱۸ | زنان سیاهپوش                       | لیزا        |         |      |
| ۲۰۱۹ | مرد عنکبوتی: دور از خانه           | بتی برانت   |         |      |
| ۲۰۲۰ | دیزی کوئوکا: ترسناک‌ترین حیوان جهان | دیزی کوئوکا |         |      |
| ۲۰۲۱ | مرد عنکبوتی: راهی به خانه نیست     | بتی برانت   |         |      |
| ۲۰۲۲ | جامعه افتخاری                      | آنر         |         |      |
| ۲۰۲۴ | دختران بدجنس: موزیکال              | کدی هرون    |         |      |

تلویزیون
| سال  | نام              | نقش         | یادداشت                       |
| ---- | ---------------- | ----------- | ----------------------------- |
| ۲۰۱۹ | آینه سیاه        | راشل گوگینز | قسمت: ریچل، جک و همین‌طور اشلی |
| ۲۰۲۱ | میر اهل ایست‌تاون | شابان شیهان |                               |